# Craniophora inversa
Craniophora inversa là một loài bướm đêm trong họ Noctuidae.